# Быгыр
Быгыр (азерб. Bığır) —  село в Гёйчайском районе Азербайджана. 

## География
Быгыр расположен на Ширванской равнине, в центральной части Гёйчайского района, к юго-востоку от райцентра Гёйчай, на левом берегу Верхнего Ширванского канала,  недалеко от сел Джиргурд и Гараман. Быгыр — центр административно-территориальной единицы.

## Топонимика
Топоним Быгыр был записан в 1917 и 1933 годах в варианте Бугур. По мнению исследователей, после обрушения Бугуртской крепости у подножия Ниялдага (современный Шемахинский район) в 1537 году часть населения переселилась на нынешнее место. В азербайджанском языке и диалектах «быгыр» означает «трехлетний верблюд», «бугур» - «коренной, сильный». В древнетюркских языках слова «бугор, бухур, бокур» означают «горный выступ», «горный», «изогнутый». По мнению некоторых исследователей, «быгырь, бугур» означает раб, крепость. По преданию, когда-то село называлось Быгыр Муртаз.

## Население
Население — 5985 (2008 г.) человек. Быгыр — самое крупное село Гёйчайского района по численности населения. Среди основных занятий жителей — садоводство (главным образом выращивание гранатов).
По материалам издания «Административное деление АССР», опубликованным в 1933 году Управлением народно-хозяйственного учёта Азербайджанской ССР (АзНХУ), на 1 января 1933 года в селе Быгыр, образовывавшем единственное село Быгырского сельсовета Геокчайского района Азербайджанской ССР проживало 2200 человека (452 хозяйства, 1198 мужчин, 1022 женщины). Население на 98,3 % состояло из тюрков (азербайджанцев). В Быгыре есть старинное кладбище.

## Известные уроженцы/жители
Из Быгыра происходит Абдул Каграманзаде (Шарифли) — азербайджанский общественный и научный деятель, доцент, кандидат технических наук, бывший министр связи Азербайджана (1992).

## Гёйчайский гранат
Гëйчайский гранат известно не только в Азербайджане, но и за его пределами. Самый лучшими считаются гранаты в селе Быгыр, из-за благоприятного для их разведения, климата и плодородной почвы. Они обладают ярким, насыщенным, кисло-сладким вкусом, плоды крупные по размеру, ярко-бордового цвета. Потому о его родине — селе Быгыр, знают даже за пределами Гёйчая.
В 1963 году здесь был создан совхоз по выращиванию гранатов. По данным на 1990 год площадь гранатовых садов достигала 677 га.

## Бугуртская крепость
Крепость расположена на вершине горы у села Галейбугурт, в 20 км к северо-западу от города Шемаха. Гора, на которой расположена крепость, окружена Девичьей башней и горами Джанги на юге, горой Тана и лесом Алчали Пир на востоке, горой Улгудж на севере и Галадараси на западе.
По словам археолога Акифа Гулиева, это не просто крепость, а средневековый укрепленный город с развитой инфраструктурой, разветвленной водопроводно-канализационной системой, многочисленными жилыми домами, административными зданиями, дворцами, мечетями, водоемами и банями, расположенными в соответствии с рельефом. Крепостные стены сложены из крупных валунов и булыжника. Для свободного передвижения стражников двойные стены крепости соединены лестницей. Стены крепости порыты куполообразной кровлей. Это не позволяло противнику наблюдать за перемещением стражников. Общая площадь крепости 17 гектаров. По предварительным подсчетам, внутри города-крепости проживало около 30 тысяч человек. Дома, принадлежащие жителям, находились в нижней части крепости. Здания были построены из тесаного камня и обожженного кирпича. Возле домов, расположенных на параллельных улицах, в соответствии со ступенчатым рельефом, имелись небольшие приусадебные участки.
В 1538 году Бугуртская крепость была взята и разрушена сефевидским шахом Тахмасибом I, последний Ширваншах Шахрух был пленен и убит. Тем самым прекратило свое существование государство Ширваншахов, просуществовавшее более пяти веков.

## Памятник о войне 1918 г. в селе Быгыр
В 1918 году в боях под Геокчаем части объединённой турецко-азербайджанской Кавказской исламской армии  разбили большевистско-дашнакские отряды Красной армии. В память об этих  событиях, в селе Быгыр был воздвигнут монумент.